# Fourth Division 1960-1961
La Fourth Division 1960-1961 è stato il 3º campionato inglese di calcio di quarta divisione. Il titolo di campione di lega è stato vinto dal sorprendente Peterborough United, al debutto in Football League, che è salito in Third Division insieme a Crystal Palace (2º classificato), Northampton Town (3º classificato) e Bradford Park Avenue (4º classificato).
Capocannoniere del torneo è stato Terry Bly (Peterborough United) con 52 reti.

## Stagione

### Novità
Al termine della stagione precedente, insieme ai campioni di lega del Walsall, salirono in Third Division anche: il Notts County (2º classificato), il Torquay United (3º classificato) ed il Watford (4º classificato).
Queste squadre furono rimpiazzate dalla quattro retrocesse dalla divisione superiore: York City (tornato dopo un solo anno in Fourth Division), Mansfield Town, Wrexham e Accrington Stanley.
Il Southport (21º classificato), l'Oldham Athletic (23º classificato) e l'Hartlepool United (24º classificato) mantennero il loro posto nella categoria dopo il processo di rielezione, che bocciò invece la candidatura del Gateshead (22º classificato), costretto dopo 29 anni ad abbandonare il calcio professionistico inglese, in favore del Peterborough United, campione della Midland League. Nella tabella sottostante è riportato l'esito della votazione per l'ammissione al campionato.
| Club                | Lega                   | Voti | Verdetto     |
| ------------------- | ---------------------- | ---- | ------------ |
| Oldham Athletic     | Fourth Division        | 45   | Rieletto     |
| Peterborough United | Midland League         | 45   | Eletto       |
| Hartlepool United   | Fourth Division        | 34   | Rieletto     |
| Southport           | Fourth Division        | 29   | Rieletto     |
| Gateshead           | Fourth Division        | 18   | Non rieletto |
| Headington United   | Southern League        | 10   | Non eletto   |
| Chelmsford City     | Southern League        | 3    | Non eletto   |
| Bedford Town        | Southern League        | 2    | Non eletto   |
| Cambridge City      | Southern League        | 2    | Non eletto   |
| Guildford City      | Southern League        | 2    | Non eletto   |
| New Brighton AFC    | Lancashire Combination | 2    | Non eletto   |
| Romford             | Southern League        | 2    | Non eletto   |
| Scarborough         | Midland League         | 2    | Non eletto   |
| Worcester City      | Southern League        | 2    | Non eletto   |
| Ellesmere Port Town | Cheshire County League | 1    | Non eletto   |
| Kettering Town      | Southern League        | 1    | Non eletto   |
| Morecambe           | Lancashire Combination | 0    | Non eletto   |
| South Shields       | Midland League         | 1    | Non eletto   |
| Hereford United     | Southern League        | 0    | Non eletto   |
| King's Lynn         | Southern League        | 0    | Non eletto   |
| Yeovil Town         | Southern League        | 0    | Non eletto   |

### Formula
Le prime quattro classificate venivano promosse in Third Division, mentre le ultime quattro erano sottoposte al processo di rielezione.

## Squadre partecipanti
| Squadra              | Città               | Stadio              | Stagione precedente                     |
| -------------------- | ------------------- | ------------------- | --------------------------------------- |
| Accrington Stanley   | Accrington          | Peel Park           | 24º posto in Third Division, retrocesso |
| Aldershot            | Aldershot           | Recreation Ground   | 13º posto in Fourth Division            |
| Barrow               | Barrow-in-Furness   | Holker Street       | 18º posto in Fourth Division            |
| Bradford Park Avenue | Bradford            | Park Avenue         | 11º posto in Fourth Division            |
| Carlisle United      | Carlisle            | Brunton Park        | 19º posto in Fourth Division            |
| Chester              | Chester             | Sealand Road        | 20º posto in Fourth Division            |
| Crewe Alexandra      | Crewe               | Gresty Road         | 14º posto in Fourth Division            |
| Crystal Palace       | Londra (Croydon)    | Selhurst Park       | 8º posto in Fourth Division             |
| Darlington           | Darlington          | Feethams Ground     | 15º posto in Fourth Division            |
| Doncaster Rovers     | Doncaster           | Belle Vue           | 17º posto in Fourth Division            |
| Exeter City          | Exeter              | St James Park       | 9º posto in Fourth Division             |
| Gillingham           | Gillingham          | Priestfield Stadium | 7º posto in Fourth Division             |
| Hartlepool United    | Hartlepool          | Victoria Park       | 24º posto in Fourth Division, rieletto  |
| Mansfield Town       | Mansfield           | Field Mill          | 22º posto in Third Division, retrocesso |
| Millwall             | Londra (Bermondsey) | The Den             | 5º posto in Fourth Division             |
| Northampton Town     | Northampton         | County Ground       | 6º posto in Fourth Division             |
| Oldham Athletic      | Oldham              | Boundary Park       | 23º posto in Fourth Division, rieletto  |
| Peterborough United  | Peterborough        | London Road         | 1º posto in Midland League, eletto      |
| Rochdale             | Rochdale            | Spotland Stadium    | 12º posto in Fourth Division            |
| Southport            | Southport           | Haigh Avenue        | 21º posto in Fourth Division, rieletto  |
| Stockport County     | Stockport           | Edgeley Park        | 10º posto in Fourth Division            |
| Workington           | Workington          | Borough Park        | 16º posto in Fourth Division            |
| Wrexham              | Wrexham             | Racecourse Ground   | 23º posto in Third Division, retrocesso |
| York City            | York                | Bootham Crescent    | 21º posto in Third Division, retrocesso |

## Classifica finale
|  | Pos. | Squadra            | Pt | G  | V  | N  | P  | GF  | GS  | QR    |
|  | ---- | ------------------ | -- | -- | -- | -- | -- | --- | --- | ----- |
|  | 1    | Peterborough Utd   | 66 | 46 | 28 | 10 | 8  | 134 | 65  | 2.062 |
|  | 2    | Crystal Palace     | 64 | 46 | 29 | 6  | 11 | 110 | 69  | 1.594 |
|  | 3    | Northampton Town   | 60 | 46 | 25 | 10 | 11 | 90  | 62  | 1.452 |
|  | 4    | Bradford PA        | 60 | 46 | 26 | 8  | 12 | 84  | 74  | 1.135 |
|  | 5    | York City          | 51 | 46 | 21 | 9  | 16 | 80  | 60  | 1.333 |
|  | 6    | Millwall           | 50 | 46 | 21 | 8  | 17 | 97  | 86  | 1.128 |
|  | 7    | Darlington         | 49 | 46 | 18 | 13 | 15 | 78  | 70  | 1.114 |
|  | 8    | Workington         | 49 | 46 | 21 | 7  | 18 | 74  | 76  | 0.974 |
|  | 9    | Crewe Alexandra    | 49 | 46 | 20 | 9  | 17 | 61  | 67  | 0.910 |
|  | 10   | Aldershot          | 45 | 46 | 18 | 9  | 19 | 79  | 69  | 1.145 |
|  | 11   | Doncaster          | 45 | 46 | 19 | 7  | 20 | 76  | 78  | 0.974 |
|  | 12   | Oldham Athletic    | 45 | 46 | 19 | 7  | 20 | 79  | 88  | 0.898 |
|  | 13   | Stockport County   | 45 | 46 | 18 | 9  | 19 | 57  | 66  | 0.864 |
|  | 14   | Southport          | 44 | 46 | 19 | 6  | 21 | 69  | 67  | 1.030 |
|  | 15   | Gillingham         | 43 | 46 | 15 | 13 | 18 | 64  | 66  | 0.970 |
|  | 16   | Wrexham            | 42 | 46 | 17 | 8  | 21 | 62  | 56  | 1.107 |
|  | 17   | Rochdale           | 42 | 46 | 17 | 8  | 21 | 60  | 66  | 0.909 |
|  | 18   | Accrington Stanley | 40 | 46 | 16 | 8  | 22 | 74  | 88  | 0.841 |
|  | 19   | Carlisle Utd       | 39 | 46 | 13 | 13 | 20 | 61  | 79  | 0.772 |
|  | 20   | Mansfield Town     | 38 | 46 | 16 | 6  | 24 | 71  | 78  | 0.910 |
|  | 21   | Exeter City        | 38 | 46 | 14 | 10 | 22 | 66  | 94  | 0.702 |
|  | 22   | Barrow             | 37 | 46 | 13 | 11 | 22 | 52  | 79  | 0.658 |
|  | 23   | Hartlepool Utd     | 32 | 46 | 12 | 8  | 26 | 71  | 103 | 0.689 |
|  | 24   | Chester            | 31 | 46 | 11 | 9  | 26 | 61  | 104 | 0.587 |

Legenda:
      Promosso in Third Division 1961-1962.
      Rieletto nella Football League.
Regolamento:
Due punti a vittoria, uno a pareggio, zero a sconfitta.
A parità di punti le squadre venivano classificate secondo il quoziente reti.
Note:

Exeter City costretto alla rielezione per peggior quoziente reti nei confronti dell'ex aequo Mansfield Town.